# (6032) Nobel
(6032) Nobel es un asteroide perteneciente al cinturón de asteroides, región del sistema solar que se encuentra entre las órbitas de Marte y Júpiter, descubierto el 4 de agosto de 1983 por Liudmila Karachkina desde el Observatorio Astrofísico de Crimea (República de Crimea).

## Designación y nombre
Designado provisionalmente como 1983 PY. Fue nombrado Nobel en homenaje a Alfred Bernhard Nobel, inventor sueco de la dinamita. Fundador del Nobel International Fund, organizado después de su muerte según su estipulación. Originalmente, el beneficio anual de este fondo se dividía en cinco partes y se otorgaba anualmente por estudios sobresalientes en física, química, fisiología (incluida la medicina), literatura y paz. El centenario del honrado procedimiento Nobel, que incluye la participación de la realeza sueca, fue en 2000. El nombre fue sugerido por S. P. Kapitsa, hijo de P. L. Kapitsa, quien ganó el premio Nobel de física en 1978.

## Características orbitales
Nobel está situado a una distancia media del Sol de 2,420 ua, pudiendo alejarse hasta 3,053 ua y acercarse hasta 1,786 ua. Su excentricidad es 0,261 y la inclinación orbital 7,551 grados. Emplea 1375,17 días en completar una órbita alrededor del Sol.

## Características físicas
La magnitud absoluta de Nobel es 13,6.